# 랑현

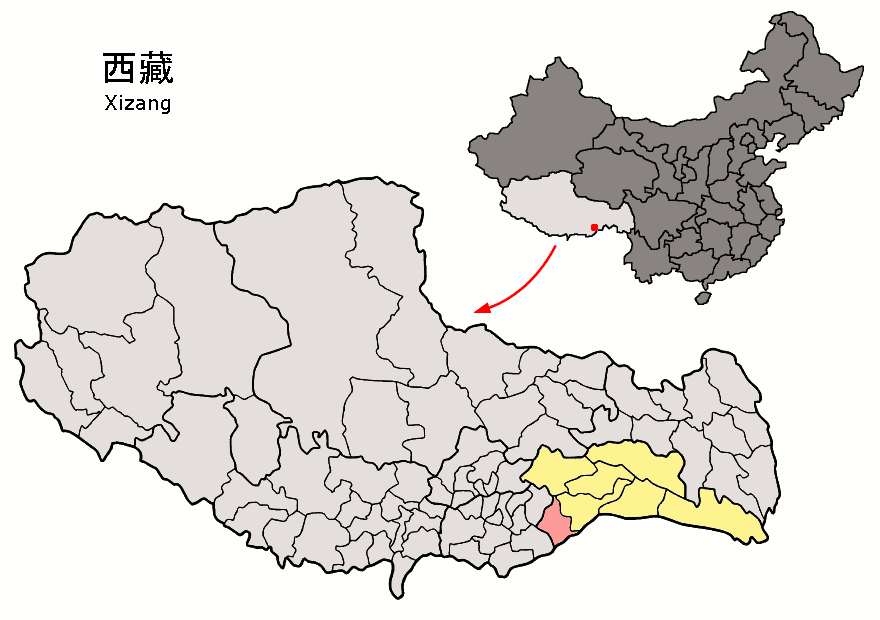
낭 현의 위치

랑현(티베트어: སྣང་རྫོང་ 낭 종, 중국어: 朗县, 병음: Lǎng Xiàn)은 티베트 자치구 닝치 지구의 현급 행정구역이다. 넓이는 4186km2이고, 인구는 2007년 기준으로 10,000명이다.

## 기후
연평균 기온은 9°C이고 연평균 강수량은 600mm이다.

## 행정 구역
3개 진, 3개 향을 관할한다.
- 진: 朗镇, 仲达镇, 洞嘎镇.
- 향: 金东乡, 拉多乡, 登木乡.